# Β-穀固醇
β-谷固醇（24β-乙基胆固醇，简称为谷固醇）是化学结构与胆固醇相似的多种植物固醇中的一种。β-谷固醇是具有特异气味的白色蜡状粉末，不溶于水而溶于乙醇。
它存在于颤杨木材中。